# 賢愚經
《贤愚经》，十三卷。又名《贤愚因缘经》，北魏曇學（或作曇覺、慧覺）等译，藏譯本是從漢語轉譯。佛教譬喻（本起）故事集經典。

## 概述
隆莲考证说：曇學（或作曇覺、慧覺）与威德等八人，西行求经至于阗大寺，恰遇当地五年一次而举行的般遮于瑟会，会中长老各讲经律，曇覺等八人听毕便分别记录，译成汉文，于太平真君六年(445年)返回高昌，整理后总成此经。又经过流沙，送到凉州，凉州名僧慧朗将其题名为今名。以後由凉州再传至建业（今江苏南京）。此即为《贤愚经》的传译经过。此经一名《贤愚因缘经》，为叙因缘故事的典籍。汉译本原为十三卷，后世分卷较多。